# Széchenyijev lančani most
Széchenyijev lančani most (mađarski: Széchenyi lánchíd) je viseći most na Dunavu u Budimpešti koji spaja Budim na zapadnoj i Peštu na istočnoj obali. Bio je prvi stalni most na Dunavu na mađarskom teritoriju. Na peštanskoj strani na njega se nastavlja Széchenyijev trg (do 2011. Rooseveltov), u čijoj su blizini Greshamova palača i Mađarska akademija znanosti, a na budimskoj Trg Adama Clarka, u blizini Kamena nultog kilometra i donjeg kraja Budimpeštanske uspinjače, koja vodi do Budimskog dvorca.
Nazvan je po Istvánu Széchenyiju, mađarskom političaru i reformatoru koji je pokrenuo i podržao njegovu gradnju, iako se obično naziva samo Lančani most. U vrijeme gradnje smatran je jednim od inženjerskih čuda modernog svijeta. Postao je vrlo važan u ekonomskom, društvenom i kulturnom životu Mađarske, slično kao što je to imao Brooklynski most u New Yorku. Njegovi ukrasi, izrađeni od lijevanog željeza, a i sama konstrukcija, podigli su status mosta širom Europe. Postao je simbolom napretka, nacionalnog buđenja i veze između Istoka i Zapada.

## Povijest
Most je dizajnirao engleski inženjer William Tierney Clark 1839. na inicijativu grofa Istvána Széchenyija, a gradnju je nadzirao škotski inženjer Adam Clark (nisu u rodu). Predstavlja uvećanu inačicu mosta na Temzi u Marlowu, ranijeg djela Tierneyja Clarka i dizajniran je u dijelovima, te dopremljen iz Ujedinjenog Kraljevstva u Mađarsku za završnu konstrukciju.
Most je znatnim dijelom financirao grčki trgovac s bečkom adresom Georgios Sinas, koji je imao financijske i zemljišne interese u Budimpešti i čije je ime upisano na jugozapadni temelj na budimskoj strani.
Otvoren je 1849., nakon Mađarske revolucije, postavši prvim trajnim mostom u glavnom gradu Mađarske. U to vrijeme njegov središnji raspon od 202 m bio je jedan od najvećih na svijetu. Lavove na ulazima na most isklesao je kipar János Marschalkó, a postavljeni su 1852. Nalik su brončanim lavovima na Trafalgarskom trgu (naručeni 1858., postavljeni 1867.). Današnje ime most je dobio 1898.
Njegova struktura od lijevanog željeza ojačana je 1914. Tijekom Bitke za Budimpeštu u Drugom svjetskom ratu srušile su ga 18. siječnja 1945. njemačke trupe u povlačenju, ostali su samo tornjevi. Ponovo je izgrađen i otvoren 1949.
Na oba kraja mosta stoji natpis graditeljevog imena "Clark Adam", po mađarskom načinu pisanja (prezime, pa ime). Na ploči na peštanskoj strani napisano je: "U znak sjećanja na jedina dva preživjela mosta koja je dizajnirao William Tierney Clark: Széchenyijev lančani most na Dunavu u Budimpešti i viseći most na Temzi u Marlowu, u Engleskoj."

## Vanjske poveznice
- Széchenyijev lančani most u Mađarskoj elektroničkoj biblioteci, pristupljeno 6. siječnja 2022.
- Bridges of Budapest – Chain Bridge  Arhivirana inačica izvorne stranice od 24. siječnja 2013. (Wayback Machine), pristupljeno 6. siječnja 2022.
- Arhivske snimke mosta, pristupljeno 6. siječnja 2022.